# Nicola Duggan
Nicola Duggan es una deportista británica que compitió en triatlón. Ganó una medalla de bronce en el Campeonato Europeo de Xterra Triatlón de 2009.

## Palmarés internacional
| Campeonato Europeo | Campeonato Europeo      | Campeonato Europeo | Campeonato Europeo |
| Año                | Lugar                   | Medalla            | Prueba             |
| ------------------ | ----------------------- | ------------------ | ------------------ |
| 2009               | Klopeiner See (Austria) | Medalla de bronce  | Individual         |